# Valkyrie (Marvel Comics)
Pour les articles homonymes, voir Valkyrie (homonymie).
Brunehilde, alias la Valkyrie est une super-héroïne évoluant dans l'univers Marvel de la maison d'édition Marvel Comics. Créé par le scénariste Roy Thomas et le dessinateur John Buscema, le personnage de fiction apparaît pour la première fois dans le comic book Avengers (vol. 1) #83 en décembre 1970.
Le personnage a eu droit ensuite à sa propre série, Valkyrie, parue à partir de 1997. Une seconde série a débuté en 2010.
Le personnage est basé sur la Valkyrie de l'opéra de Wagner et la légende nordique de l'anneau des Niebelungen. Dans l'univers cinématographique Marvel, la Valkyrie est interprétée par l'actrice Tessa Thompson à partir du film Thor : Ragnarok (2017).

## Biographie du personnage

### Origines
À l'origine, la valkyrie Brunehilde était la cheftaine du Valkyrior (celles qui accompagnent les morts vers le Valhalla), choisie par Odin, jusqu'à ce que les panthéons des dieux se retirent des affaires humaines. Errant alors sans but sur Asgard, elle devint une aventurière et fut pendant un temps la partenaire de l'Enchanteresse Amora, jusqu'à ce qu'elle s'aperçoive qu'elle la manipulait. La sorcière piégea la guerrière dans un cristal mystique, volant son âme et sa force.
Vers la fin du XXe siècle, née dans une famille de philanthropes excentriques, Samantha Perrington grandit comme une féministe idéaliste. Elle organisa un jour une manifestation anti-patriarcale qui attira l'attention d'Amora. Cette dernière transforma la jeune fille en guerrière viking, en transférant l'âme de la déesse guerrière Brunnhilde. Elle l'obligea alors à affronter Hulk. Le combat dura jusqu'à ce que le géant vert retrouve sa forme de Bruce Banner, au  moment où le sort de l'Enchanteresse touchait à sa fin. Les deux combattants se retrouvèrent hébétés et incapables de dire ce qui s'était passé. Samantha pensa même avoir rêvé.

### Parcours
Toujours manipulée secrètement par L'Enchanteresse, l'esprit de la guerrière Brunnhilde revint plus tard à la vie dans le corps mortel de Barbara Norris en tant que la Valkyrie, membre des Défenseurs.
Cette Valkyrie, bien que mortelle, possédait alors les pouvoirs de l'Asgardienne. L'Enchantesse lui imposa une limitation pour éviter que la Valkyrie se retourne contre elle : elle pouvait pas se battre contre une autre femme. Lorsque la Valkyrie fut enfermée dans un pénitencier de femmes, celle-ci contourna cette limitation pour affronter une autre détenue.
Un jour, Barbara Norris fut assassinée, ce qui expulsa l'âme de Brunnhilde. Avec l'aide du Docteur Strange, elle retrouva son corps, cachée à Niffleheim par l'Enchanteresse depuis des siècles. Brunnhilde affronta la magicienne et la punit en l'enfermant à son tour dans le cristal. Elle quitta Asgard pour rester avec les Défenseurs pendant plusieurs années.
Elle fut notamment chargée de surveiller l'instable Dragon-lune et c'est elle qui la maîtrisa quand la psychique céda à son ambition démesurée. Dans le combat final pour vaincre le Dragon de la lune, elle fit partie des victimes.
Le Docteur Strange réussit à ramener l'Asgardienne à la vie, en utilisant un procédé similaire à celui d'Amora : lui trouver un hôte, à savoir le corps de Sian Bowen.
Quand le groupe se sépara, elle retourna vivre sur Asgard et reprit son rôle au sein du Valkyrior. Par la suite Brunnhilde fut tuée, comme tous les Asgardiens, lors du Ragnarok.

### Le retour de la Valkyrie
Comme tous les Asgardiens, l'essence de Brunnhilde trouva refuge dans le corps d'une humaine. Son nouvel hôte fut Valérie, employée dans un hôtel. L'humaine est ensuite défenestrée par un client pervers et meurt. Prise en charge par des ambulanciers, c'est l'esprit de Brunnhilde qui émerge, possédant quelques souvenirs des deux personnalités. Elle retrouve ensuite son « assassin », Piledriver, et le neutralise.
Elle est ensuite recrutée par l'Initiative et aide Miss Hulk dans un combat contre Red Hulk.
Quand Steve Rogers (Captain America), ramené parmi les vivants après son assassinat, accepte le poste de directeur de la Sécurité Nationale, il recrute la Valkyrie au sein d'une équipe secrète de Vengeurs, les Vengeurs Secrets.

### La nouvelle Valkyrie
Lorsque les troupes de Malekith envahissent la Terre, Brunehilde et ses Valkyries périssent lors d'une bataille à New York.
Après la chute du seigneur des Elfes Noirs, Jane Foster devient la nouvelle Valkyrie.

## Pouvoirs, capacités et équipement
La Valkyrie est membre des Asgardiens, une race extra-dimensionnelle vivant au royaume d'Asgard, la patrie notamment du dieu et super-héros Thor. Comme les autres Asgardiens, elle possède des attributs physiques surhumains, notamment un squelette et une musculature trois fois plus denses qu'un être humain standard (par conséquent, elle pèse 215 kg). Elle possède aussi une espérance de vie extrêmement longue (même si elle n’est pas réellement immortelle), ainsi qu'une immunité à la plupart des maladies terrestres connues.
L’ensemble de ses capacités physiques surhumaines est lié à son corps d’Asgardienne ; ainsi, lorsque son esprit s'incarne dans le corps d'une femme mortelle, bien que celle-ci acquiert des facultés surhumaines, elles sont inférieures à la puissance de Brunhilde dans son corps d’origine.
En complément de ses pouvoirs, Brunhilde a subi un entraînement intensif au combat armé avec les différentes armes blanches utilisées par les Asgardiens, mais également au combat à mains nues ainsi qu'aux arts martiaux. À l’exception de la déesse Sif, aucune autre Asgardienne n'est capable de rivaliser avec elle au combat. 
- Brunhilde possède une force surhumaine lui permettant de soulever (ou d'exercer une pression équivalente à) environ 45 tonnes, contre 30 tonnes pour un Asgardien moyen et 25 tonnes pour une Asgardienne moyenne[1].
- Elle possède une endurance et une résistance surhumaines. Ses tissus sont si denses que sa peau résiste aux impacts de balles de petit calibre et sa résistance lui permet d'accomplir des efforts physiques intenses, au maximum de ses capacités pendant environ une heure avant de commencer à ressentir de la fatigue[1].
- En tant que Valkyrie, elle peut sentir si la Mort va frapper quelqu’un près d'elle ; elle voit alors une « lueur létale » entourant la personne menacée de mourir, alors que la plupart des Asgardiens et des êtres humains sont incapables de percevoir cette lueur[1].
- Elle peut également transporter une personne agonisante, ou l’âme d’un mort, de la dimension de la Terre vers un domaine dédié aux morts dans une autre dimension, simplement par la volonté ; elle peut également en revenir de la même façon. En général, sa destination est le Valhalla, le lieu de la mythologie nordique où les valeureux guerriers défunts sont amenés[1].

Au combat, Brunhilde emploie généralement une épée enchantée incassable nommée Dragonfang, qu'elle peut faire apparaître à volonté. Autrefois, elle utilisait une lance mystique et, pendant un temps, le Glaive d'ébène du Chevalier noir (Dane Whitman), qu'elle dut rendre à son propriétaire par la suite.
Pendant un long moment, elle a utilisé un cheval ailé nommé Aragorn comme monture, qui auparavant appartenait au Chevalier noir. Ce cheval ne vieillissait plus après avoir mangé une herbe asgardienne magique. Le nom du cheval est inspiré du personnage d'Aragorn de l'auteur britannique J. R. R. Tolkien dans son roman Le Seigneur des anneaux.

## Apparitions dans d'autres médias

### Cinéma
Interprétée par Tessa Thompson dans l'univers cinématographique Marvel
- 2017 : Thor: Ragnarok
- 2019 : Avengers: Endgame
- 2022 : Thor: Love and Thunder
- 2023 : The Marvels
- 2023 : What If...? (série télévisée d'animation)

### Télévision
- 2009 : Hulk Vs Thor (série d'animation)

### Jeu vidéo
- Marvel: Ultimate Alliance